# Kalijev pikrat
Kalijev pikrat je kalijeva sol pikrinske kisline (trinitrofenola). Formula je KC6H2N3O6(s). Kalijev pikrat je eksploziven in lahko vnetljiv. Na odprtem bliskovito zgori, v zaprtem pa detonira. Pripravlja se lahko iz pikrinske kisline in kalijevega karbonata ali kalijevega hidroksida. Priprava iz kalijevega hidroksida je nevarnejša, ker nastanejo še bolj občutljivi stranski produkti. 

## Uporaba
Uporablja se kot detonator in kot potisno gorivo.